# دانيال نيو
دانيال نيو (بالإنجليزية: Daniel New)‏ هو لاعب هوكي الجليد أمريكي، ولد في 23 فبراير 1989 في وايت بلينس في الولايات المتحدة.

## وصلات خارجية
- دانيال نيو على موقع دوري الهوكي الوطني (الإنجليزية)
- دانيال نيو على موقع EliteProspects.com (الإنجليزية)
- دانيال نيو على موقع HockeyDB.com (الإنجليزية)